# Leucania albata
Leucania albata är en fjärilsart som beskrevs av Gustaaf Hulstaert 1923. Leucania albata ingår i släktet Leucania och familjen nattflyn. Inga underarter finns listade i Catalogue of Life.